# 이지키얼 잭슨
이지키얼 잭슨(영어: Ezekiel Jackson, 1978년 8월 22일 ~ )는 가이아나의 남자 프로레슬링선수다. 린던에서 태어났다. 2007년 프로레슬링 입문했고 WWE 제휴단체인 FCW를 거쳐 코어의 멤버로 활동했고 마지막 ECW 월드 챔피언이었다. 본명은 리클론 스티븐스(Rycklon Stephens)로 키는 184cm 몸무게는 98kg이다.

## 수상 경력
- ECW 챔피언 1회
- WWE 인터콘티넨탈 챔피언 1회